# Cheirodendron forbesii
Cheirodendron forbesii é uma espécie de Cheirodendron nativa dos EUA.